# Ahnenpass

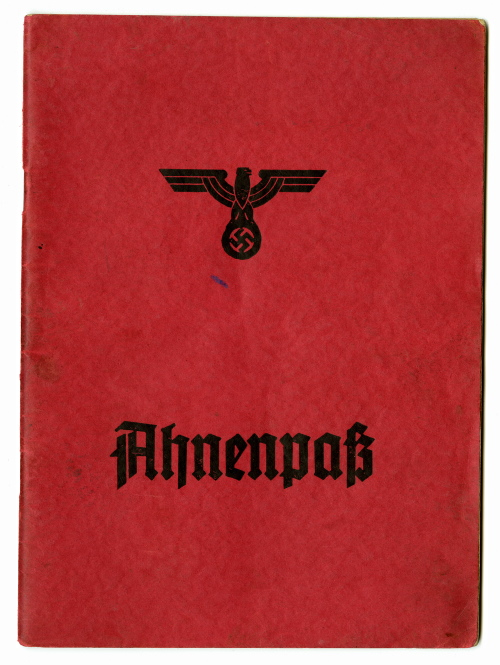
Титульная страница аненпасса. Над заголовком изображён «партийный орёл» НСДАП с головой, направленной к левому плечу

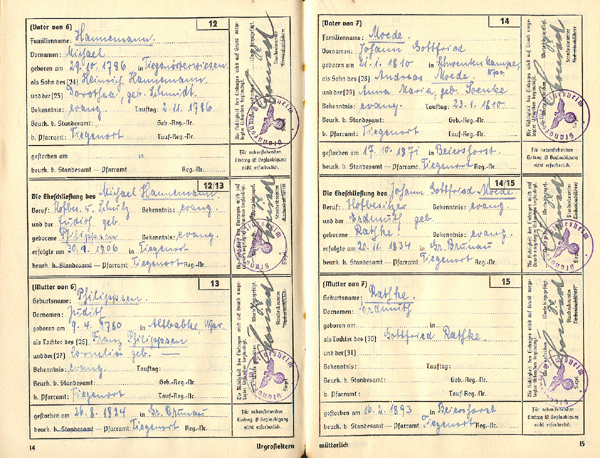
Страницы аненпасса

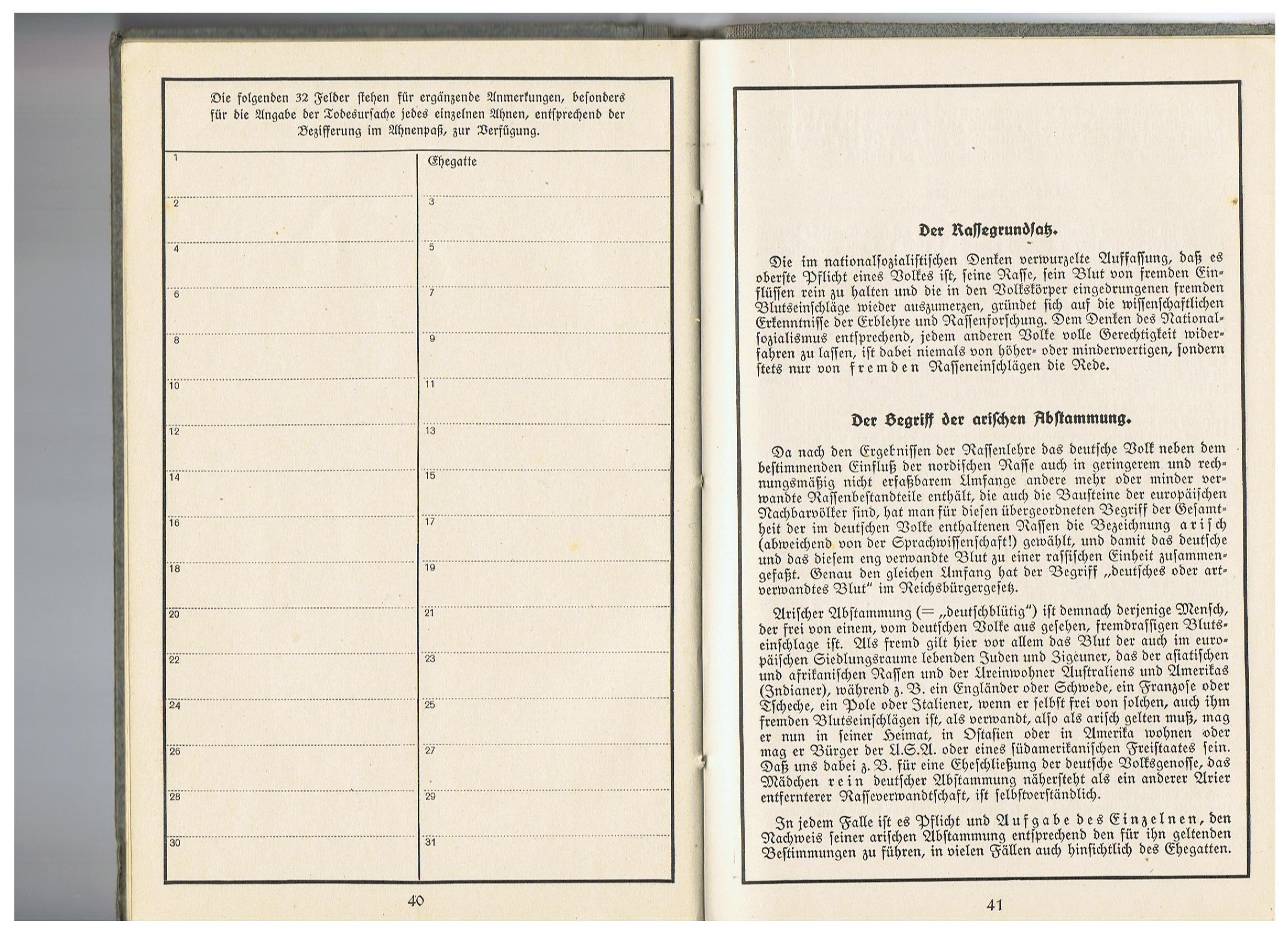
Стр. 41 с комментарием о понятии «арийского происхождения»

Аненпасс (буквально «удостоверение о предках») — документ, подтверждавший «арийское» происхождение людей «немецкой крови» в нацистской Германии. Он служил одной из форм арийского сертификата (Ariernachweis), выдаваемого Имперской ассоциацией регистраторов брака в Германии (Reichsverband der Standesbeamten in Deutschland e. В.).
Термин «арийцы» в этом контексте использовался в смысле, широко принятом в рамках расовой теории того времени, согласно которой существовала кавказская раса, которая подразделялась на семитскую, хамитскую и «арийскую» (яфетическую) подрасы, а последняя соответствовала индоевропейской языковой семье. Нацистская идеология ограничивала категорию «арийцев» определёнными подгруппами, исключая славян как «неарийцев». Фактическая основная цель заключалась в том, чтобы создать обширное профилирование на основе расовых данных.
Исследование происхождения не было обязательным, поскольку представляло собой серьёзное мероприятие по изучению оригинальных документов о рождении и браке. Однако многие активные нацисты уже начали исследовать свою родословную до того, как этого потребовал закон (вскоре после прихода к власти Национал-социалистической немецкой рабочей партии, НСДАП, 30 января 1933 года).
Принятый 7 апреля 1933 года (после прихода к власти нацистов) «Закон о восстановлении профессиональной гражданской службы» требовал, чтобы все государственные служащие имели «арийское происхождение». Однако закон не содержал определения термина «ариец», и 11 апреля было издано последующее постановление как первая юридическая попытка нацистского правительства определить, кто является евреем, а кто нет. Немцы, стремившиеся получить этот документ, должны были доказать, что они имеют «арийское происхождение». Аненпасс мог быть выдан гражданам других стран, если бы они были «немецкой крови», а примечание в документе указывало, что «арийцы» могут находиться в любой стране мира. Газета имперского законодательства (Reichsgesetzblatt) ссылалась на людей «немецкой или расовой крови», а не просто «немецкой крови».
Лица немецкого происхождения за пределами Германии, включая многих поляков и чехов, рассматривались как фольксдойче и «арийцы». Поляки и чехи не немецкого происхождения, а также другие славяне не рассматривались властями нацистской Германии в качестве «арийцев» . Определение «арийца», которое включало всех нееврейских европейцев, было сочтено нацистами неприемлемым, а советник по вопросам народонаселения и расовой политики использовал определение «арийца» как человека, имеющего «племенное» родство с «немецкой кровью».
Постановление о введении закона в действие следовало донацистской тенденции «арийского» параграфа и в соответствующей части гласило:

Любой, кто происходит от неарийцев, в частности еврейских родителей или бабушек и дедушек, считается неарийцем. Достаточно, если один из родителей или бабушка или дедушка не арийцы. Так можно считать, в частности, если один из родителей или бабушка и дедушка принадлежали к иудейской религии.
Оригинальный текст (нем.)Als nicht arisch gilt, wer von nicht arischen, insbesondere jüdischen Eltern oder Großeltern abstammt. Es genügt, wenn ein Elternteil oder ein Großelternteil nicht arisch ist. Dies ist insbesondere dann anzunehmen, wenn ein Elternteil oder ein Großelternteil der jüdischen Religion angehört hat.

Позднее были приняты новые законы, расширяющие сферу, где наличие свидетельства об «арийском» происхождении было обязательным — в том числе для профессий юристов, учителей и врачей; наличие подтверждения «арийского» происхождения требовалось также для того, чтобы посещать среднюю школу или вступать в брак. Обычно род исследовался на два поколения назад. Аненпасс стоил 0,6 рейхсмарки.
Владение аненпассом не регистрировалось; документ предъявлялся всякий раз, когда требовалось доказательство «арийского» происхождения.
Из-за потребности в аненпассах в нацистской Германии были широко распространены генеалогические исследования. Оппозиционное духовенство помогло многим преследуемым по расовому признаку лицам, предоставив им фальшивые свидетельства о происхождении, необходимые для выживания.
Аненпасс был «малым» свидетельством об «арийском» происхождении. Для поступления в СС требовалось «большое» Свидетельство об арийском происхождении, где предки исследовались до 1800 года, а для офицеров — до 1750 года.